# マダラスズ
マダラスズ Dianemobius nigrofasciatus (Matsumura, 1904) は、コオロギ科 の昆虫の1つで、小型のスズムシ類である。この仲間では最もよく見られるものの1つで、黒っぽい色で歩脚にまだら模様がある。鳴き声は比較的単調である。

## 特徴

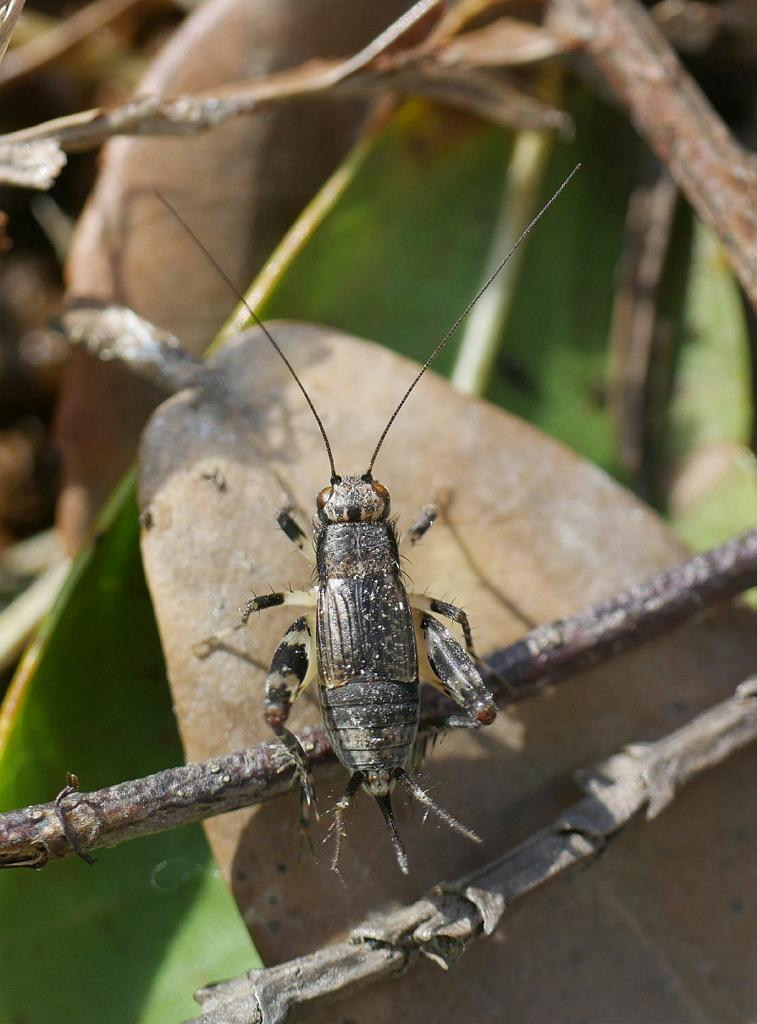
雌成虫

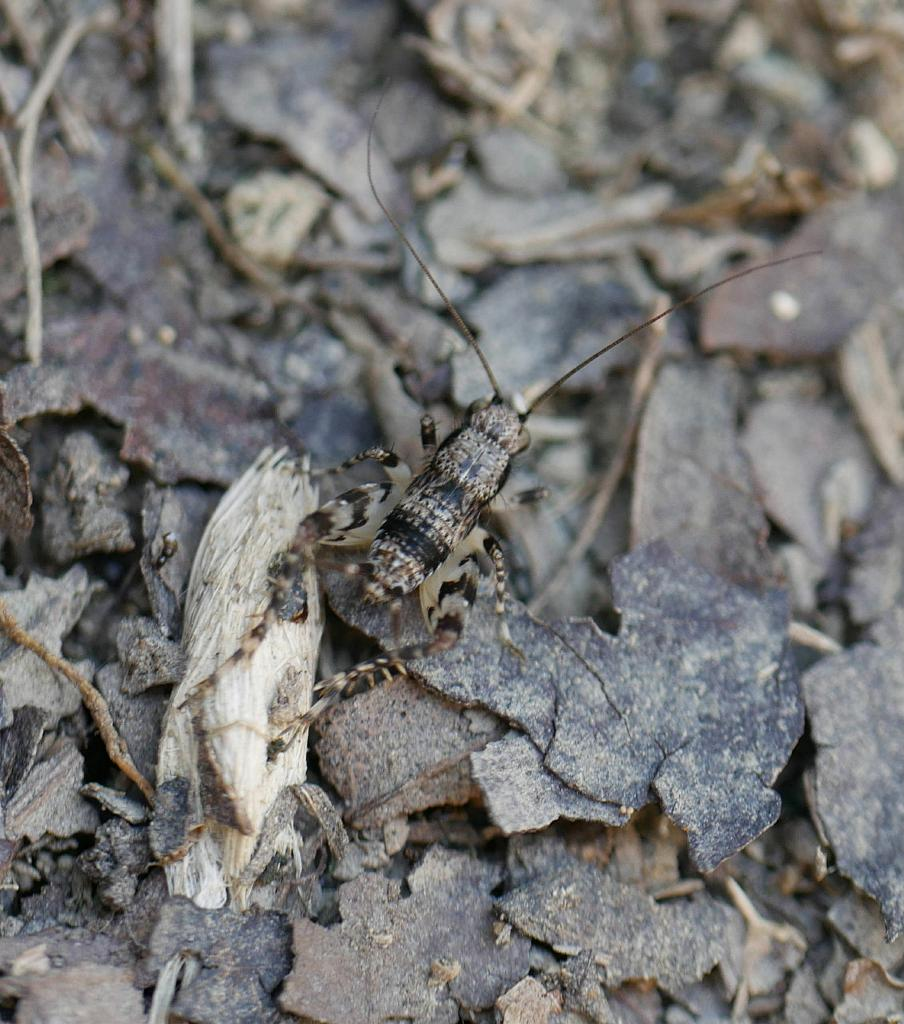
終齢幼虫

小型のスズムシ類。体長は6-7mmで、全体にやや灰色を帯びた黒であり、歩脚の白い斑紋がよく目立つ。頭はあまり大きくない方で、細かな斑点があり、後部には淡い色の縦線が入っている。複眼はやや膨らんでおり、触角は体長より少し長い程度。前胸背板は雄では後方に向かってやや拡がり、不規則な斑紋があり、側面は黒い。前翅は雄では淡い色で、ほぼ腹部後端に届くくらいの長さである。発音鏡はあまり発達していない。雌の前翅は腹部の中央までしかその長さがなく、翅脈は平行に走る。後翅の発達した長翅型と発達の悪い短翅型がある。長翅型はよく飛翔するが、短翅型は飛ぶことができない。
雌の産卵管は錐状でやや長い。

## 習性
芝草地のような丈の低い草地や、畑のような半裸地、あるいは道路脇の空き地など、比較的乾燥した場所によく生息している。雑食性で植物の生葉から枯れ草、昆虫の死骸なども食べる。昼夜限らずに鳴き、鳴き声はジージーという感じでやや短く区切って鳴く。長翅型の個体はよく飛行し、夜間に燈火に集まることがある。同様な環境によく見られるものにシバスズがあり、本種と混成して見られることもあるが、本種の方がより草が少なく地表が被覆されていない場所を好む。他方で適応可能な環境の幅が広く、カワラスズと混成することもある。

## 生活史
暖地では年2回発生して、成虫は6月下旬と9月に出現し、11月下旬頃まで見られる。寒冷地では年1回の発生となり、成虫は8月頃に見られる。雌は土に産卵管を差し入れて卵を産み、越冬態は卵である。

## 分布
北海道から本州、四国、九州と奄美大島までの南西諸島に分布する。シバスズと並んで容易に出会えるスズムシ類の1つと言われる。

## 適応
本種は上記のように北部で年1化性、南部では2化性になるが、それと呼応して体の大きさの変異があることが知られている。一般に昆虫はその発育期間の長さに応じて成虫の大きさが決まる形の淘汰があり、そのために北に向かうほど成虫の大きさが小さくなる、いわゆる逆ベルクマンの法則が成立する。本種の場合、その分布域は北緯40°(北海道)から31°(屋久島）に渡っているが、このうちで北限から38°(東北地方)に至る範囲では年1化性で、この範囲では南のものほど体が大きい。ところがそれ以南、2化性の範囲に入ると、急にこの変異が逆転し、37-38°の地域ではもっとも個体が小さい。更にそれ以南では、南に行くにつれて多少ともその大きさは増加する。
また、本種には長翅型と短翅型があるが、これは日長と温度によって調節されている。野外観察では一般に長翅型を見ることが少ないと言うが、飼育下で温度と日長を調節した場合、長翅型の出現率はそれらの条件によってはっきりと影響を受ける。一般には短日条件で長翅型の出現率が大きく減少し、中日ないし長日条件でその出現率が最大になった。また温度が低いと出現率が低くなる。これは低温、短日の条件下では成虫に発達した翅があってもそれを使用して飛翔するような活動が行いづらいことに対応するのかも知れないとも言われる。また異なる地域の個体群ではその反応が異なり、例えば弘前の個体群では温度低下に伴う長翅型出現率の低下が明確であったのに対して、仙台と東京の個体群ではさほど出なかった。また成長速度等についてもこれらの条件が影響を与え、その生活史(年1化か2化か、休眠に入るかどうかなど)の決定にこれらが影響していると見られる。これらに関する調節やその進化に関しては多くの研究がある。

## 分類、類似種など
同属のものとしては日本では以下の3種が知られる。
- Dianemobius：マダラスズ属
  - D. csikii：ハマスズ
  - D. fascipes：ネッタイマダラスズ
  - D. furumagiensis：カワラスズ

ハマスズは本種の斑紋をすべて淡くしたような色合いで、砂浜に生息し、希に内陸の川原に見られる。その体色は砂浜に似る。ネッタイマダラスズは本種によく似ており、生息環境も同様であるが、分布域が八重山諸島であり、混同することはない。ちなみに徳之島から沖縄諸島、宮古諸島までの間には本属のものが存在しない空白がある。カワラスズは本州から九州に分布するもので、河原や、同様に石がゴロゴロした場所を好む。本種よりやや大きく、また前翅の根元が白くなっていることなどで区別できる。ちなみにこの種はスズムシ類では美声とされる。
別属ではあるがリュウキュウチビスズ Pteronemobius sulfurariae も本種にやや似ており、ただし本種の方が光沢が弱く、またまだら模様が明瞭で小顎鬚の一部が黒っぽい点などで区別できる。この種は南西諸島に分布するが、本州でも新潟や関東地方で確認されている。
なお、シバスズ Polionemobius mikado も本種と混成してみられ、大きさや姿はかなり似ている 他、類似の小型スズムシ類は幾つかあるが、本種は脚のまだら模様でおおむね見分けがつく。

## 利害
原則的には草原や荒れ地に生活するもので、作物などを害することはほとんどない。しかし1950年頃に北陸地方で本種成虫がコムギやハダカムギで撒いた種子の胚を食害して発芽できなくしたり、若い芽や根を食害した事例がある。これは気候や土質の関係で早蒔きしてその後に覆土せず、藁などで地表を覆う習慣のあった地域に限って出現し、また産地のやや乾燥した畑で多く被害があったという。
他に芝生の葉や根を食害することが知られるが、実害は軽微と考えられている。